# Lilienfeld
Lilienfeld je město v rakouském spolkové zemi Dolní Rakousko a sídlo stejnojmenného okresu. Žije zde přibližně 2 800 obyvatel.

## Pamětihodnosti
Klášter Lilienfeld – středověký cisterciácký klášter v centru města.

## Osobnosti města
- Markéta Babenberská – česká královna
- Mathias Zdarsky – malíř, sochař a zakladatel moderního sjezdového lyžování
- Anton Pfeffer – bývalý rakouský fotbalový reprezentant, rodák z Lilienfeldu
- Michaela Dorfmeisterová – mistryně světa ve sjezdovém lyžování studovala zdejší lyžařskou školu

## Partnerská města
- Třebíč